# John Pearce
John Pearce (Sydney, 13 maggio 1923 – 1992) è stato un tennista australiano.

## Carriera
Ha ottenuto i risultati migliori agli Australian Championships, nel biennio 1960-61 ha raggiunto consecutivamente i quarti di finale e nella prima occasione ha ceduto solo al quinto set contro la prima testa di serie del torneo Neale Fraser. Vanta inoltre una semifinale nel doppio maschile e una finale nel doppio misto nel 1961, in questo incontro è sceso in campo insieme a Mary Carter Reitano ma sono stati sconfitti dalla coppia Jan Lehane-Bob Hewitt.
Ha partecipato ai tornei europei nel 1960, in stagione ha gareggiato sulla terra del Roland Garros venendo eliminato all'esordio e sull'erba di Wimbledon dove ha raggiunto il terzo turno nel doppio.

## Finali nei tornei del Grande Slam

### Doppio misto

#### Finali perse
| Anno | Torneo                   | Superficie | Compagna            | Avversari in finale   | Punteggio |
| 1961 | Australian Championships | Erba       | Mary Carter Reitano | Jan Lehane Bob Hewitt | 7–9, 2–6  |